# Georg Wilhelm Hofmann
Georg Wilhelm Hofmann (* 17. Oktober 1846 in Landau in der Pfalz; † 25. März 1923 in Leipzig) war ein deutscher Reichsgerichtsrat.

## Leben
Während seines Studiums wurde er 1864 Mitglied der christlichen Studentenverbindung Uttenruthia Erlangen. Hofmann wurde 1868 auf den bayrischen Landesherrn vereidigt. Erst 1879 ernannte man ihn zum Amtsrichter. 1883 wurde er Landgerichtsrat und 1895 Oberlandesgerichtsrat. 1899 kam er an das Reichsgericht. Er war als Richter im I. Zivilsenat tätig. Er trat 1913 in den Ruhestand.

## Familie
Er war seit 1879 verheiratet mit Dorothea Merkel (1859–1943), einer Enkelin von  Paul Wolfgang Merkel.